# Tetramolopium ericoides
Tetramolopium ericoides là một loài thực vật có hoa trong họ Cúc. Loài này được Mattf. miêu tả khoa học đầu tiên.